# Andreas Schilling
Andreas Schilling (Fredericia, 25 de mayo de 1991) es un deportista danés que compite en triatlón y duatlón.
Ganó una medalla de oro en el Campeonato Europeo de Triatlón de 2017, en la prueba de relevo mixto. Además, obtuvo una medalla de oro en el Campeonato Mundial de Duatlón de 2018.

## Palmarés internacional
| Campeonato Europeo | Campeonato Europeo  | Campeonato Europeo | Campeonato Europeo |
| Año                | Lugar               | Medalla            | Prueba             |
| ------------------ | ------------------- | ------------------ | ------------------ |
| 2017               | Kitzbühel (Austria) | Medalla de oro     | Relevo mixto       |

| Campeonato Mundial | Campeonato Mundial | Campeonato Mundial | Campeonato Mundial |
| Año                | Lugar              | Medalla            | Prueba             |
| ------------------ | ------------------ | ------------------ | ------------------ |
| 2018               | Fionia (Dinamarca) | Medalla de oro     | Individual         |